# 171 Samodzielny Batalion Wojsk NKWD
171 Samodzielny Batalion Wojsk NKWD (ros. 171-й отдельный батальон войск НКВД) – jeden z batalionów wojsk NKWD na terenie północno-zachodnich Chin w Sinciangu.
Został sformowany na początku 1941 roku, a jego zadaniem była ochrona zakładów lotniczych Nr 600 w mieście Hami (znanym też jako Kumul albo Qumul). 171 Samodzielny batalion wojsk NKWD pełnił tę służbę w okresie od lutego 1941 do 1944 roku.
Jednostkę tę wyróżniało niestandardowe umundurowanie, odziedziczone po armii białych.